# Louis Barthou
Pour les articles homonymes, voir Barthou.
 (3 octobre 2015).
Louis Barthou, né le 25 août 1862 à Oloron-Sainte-Marie (Basses-Pyrénées) et mort le 9 octobre 1934 à Marseille (Bouches-du-Rhône), est un journaliste et homme d'État français.
Député, conseiller général et sénateur des Basses-Pyrénées, plusieurs fois ministre à partir de 1894, président du Conseil en 1913, académicien, il est en 1934 la principale figure du parti Alliance démocratique et à nouveau ministre des Affaires étrangères. À ce titre, il est chargé d’accueillir le roi de Yougoslavie Alexandre Ier au début de son voyage officiel en France : le roi est victime d’un assassinat et, dans la fusillade qui s’ensuit, Barthou est atteint accidentellement par un tir policier qui le tue également.

## Biographie

### Enfance et formation
Jean Louis Barthou naît le 25 août 1862 à Oloron-Sainte-Marie dans les Basses-Pyrénées. Il est issu d'un milieu relativement modeste : son père est quincaillier dans la petite ville puis à Pau.
Louis Barthou poursuit des études de droit à la faculté de Bordeaux avant de partir à Paris. Il étudie à l'École libre des sciences politiques, puis obtient son doctorat en droit à l'université de Paris au cours de l’année 1886. Revenu dans ses Pyrénées natales, il devient avocat, est inscrit au barreau de Pau, puis devient secrétaire de la conférence locale des avocats.

### Journaliste et parlementaire
Louis Barthou est attiré très tôt par deux passions : la politique et le journalisme. Il embrasse donc les deux carrières. Tout en étant rédacteur en chef de l'Indépendant des Basses-Pyrénées, il adhère aux Républicains modérés avant de se faire élire en 1889, à l'âge de 27 ans, député des Basses-Pyrénées. Il sera réélu sans interruption à ce poste jusqu'aux législatives de 1919 et il quittera en 1922 la Chambre des députés pour le Sénat,. Proche d'écrivains et d'artistes comme Jean Moréas, Antonio de La Gandara, Adolphe Willette et Paul Adam, il commence à fréquenter à la fin du siècle le salon de Mme Arman de Caillavet, l'égérie d'Anatole France.
Il est l'un des membres d'honneur de la Société nationale des beaux-arts en 1913.

### Ministre républicain modéré
En 1894, à l'âge précoce de 32 ans, Barthou obtient son premier portefeuille comme ministre des Travaux publics. Il est ensuite successivement ministre de l'Intérieur en 1896, de nouveau ministre des Travaux publics de 1906 à 1909, puis garde des Sceaux de 1909 à 1913. Louis Barthou est devenu l'un des grands notables de la IIIe République.
Le 22 mars 1913, sous la présidence de Raymond Poincaré, il devient président du Conseil, une fonction qu’il occupe jusqu’au 2 décembre de la même année. Conscient de la montée des périls (coup d'Agadir de 1911, etc.), et avec l'appui du président Poincaré, il reprend le projet de son prédécesseur direct, Aristide Briand, visant à augmenter la durée du service militaire : la loi des trois ans est votée par la Chambre en juillet 1913, malgré l'opposition de la SFIO et d'une majorité des radicaux.
Plusieurs événements entraînent son retrait temporaire de la scène politique. En un très court laps de temps, il subit la victoire de la gauche aux élections législatives de 1914 malgré la constitution de la Fédération des gauches — dont il fait partie — puis la déclaration de guerre et enfin la perte au front de son fils, quelques mois plus tard.
En 1917, il retrouve cependant une place de premier plan en récupérant le ministère des Affaires étrangères. Tout au long des années 1920, il continue d'occuper des ministères importants, comme ceux de la Guerre et de la Justice, dans des gouvernements de coalition républicaine.

### Crise de 1934
Après les émeutes du 6 février 1934, l’ancien président de la République Gaston Doumergue est rappelé par Albert Lebrun afin de former un gouvernement d'union nationale pour tenter de stabiliser la politique intérieure. Pour ce faire, le nouveau chef du gouvernement s’entoure de deux poids lourds de la politique, proches du chef de l’État en exercice : Albert Sarraut à l'Intérieur et Louis Barthou aux Affaires étrangères, son poste de prédilection.
Barthou essaie ainsi de lutter contre les menées hitlériennes en attirant le Royaume-Uni, l'Italie et l'Union soviétique dans un front anti-allemand. Il prône l'isolement de l'Allemagne en montant contre elle une série d'alliances avec les États de l'Europe centrale alliés à la France (Pologne et Petite Entente). Son projet de Pacte oriental se solde toutefois par un échec.

### Mort
Le 9 octobre 1934, en tant que ministre des Affaires étrangères, Louis Barthou accueille le roi Alexandre Ier de Yougoslavie à Marseille.
Un attentat est alors commis par le révolutionnaire bulgare Vlado Tchernozemski, en collaboration avec le mouvement croate des Oustachis. Lors de la riposte des services de protection, Louis Barthou est touché par balle : son artère humérale est gravement atteinte. Dans l'affolement, l'infirmier qui tente de comprimer la blessure se trompe dans le placement du garrot, provoquant une hémorragie fatale. Barthou meurt peu après. Il repose au cimetière du Père Lachaise (division 11), à Paris.

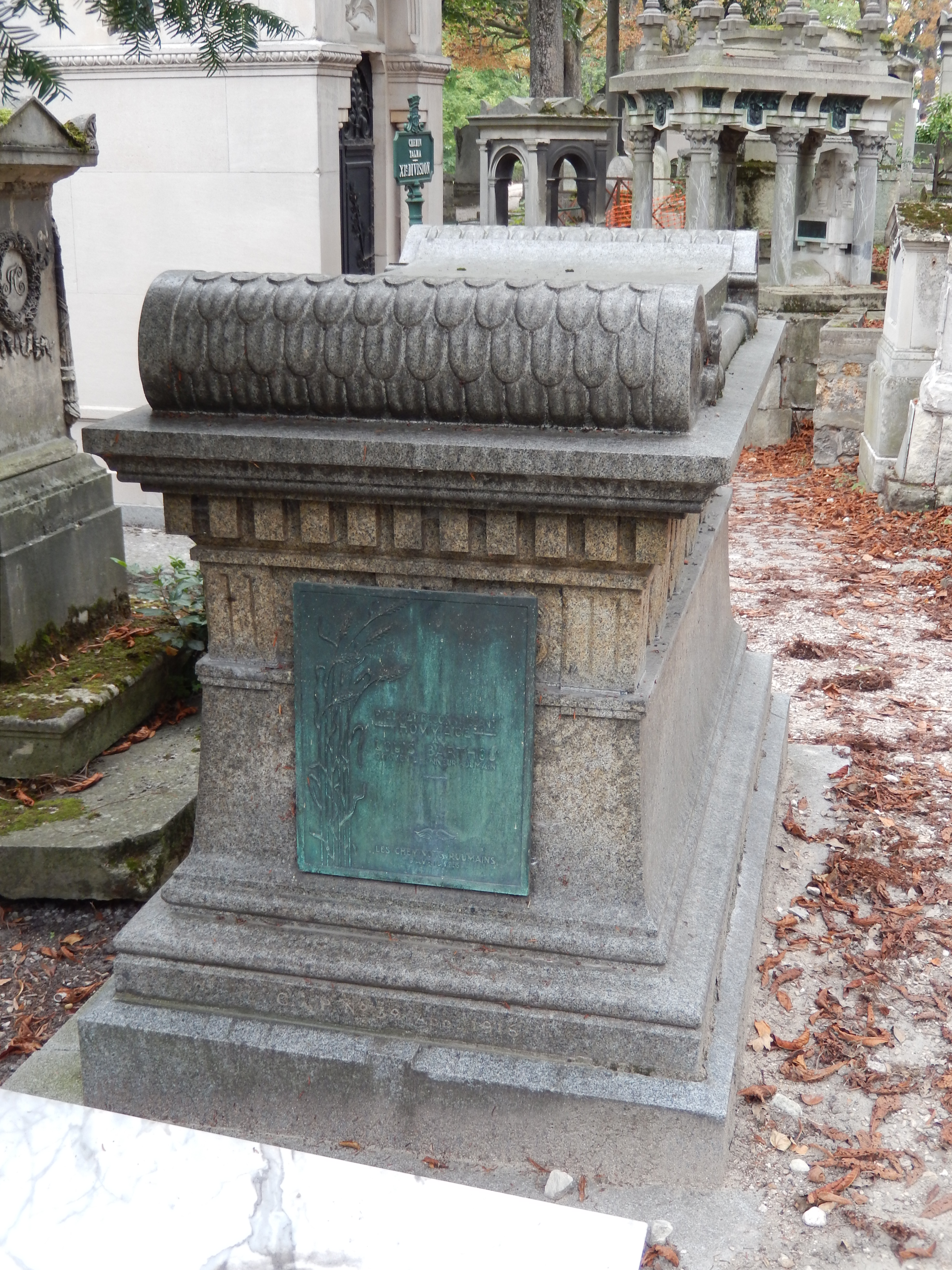
Tombe de Louis Barthou, au cimetière du Père-Lachaise, division 11.

La disparition de Louis Barthou constitue une perte non sans conséquence pour la France : il était l'artisan et le moteur d'une politique visant à la constitution d'une alliance contre le péril nazi et nul ne reprend cette idée après sa mort.

## Détail des mandats et fonctions

### Président du Conseil
- 22 mars - 9 décembre 1913 : président du Conseil des ministres (gouvernement Louis Barthou)

### Ministre
En quarante ans, de 1894 à sa mort en 1934, Louis Barthou a été ministre dans quinze gouvernements, pendant une durée cumulée de treize ans et demi.
| du                | au               | Ministère                                                                           | Gouvernement                                        |
| ----------------- | ---------------- | ----------------------------------------------------------------------------------- | --------------------------------------------------- |
| 1er juillet 1894  | 15 janvier 1895  | Travaux publics                                                                     | Charles Dupuy (3)                                   |
| 28 avril 1896     | 15 juillet 1898  | Intérieur                                                                           | Jules Méline                                        |
| 14 mars 1906      | 25 octobre 1906  | Travaux publics, postes et télégraphes                                              | Ferdinand Sarrien                                   |
| 25 octobre 1906   | 20 juillet 1909  | Travaux publics, postes et télégraphes                                              | Georges Clemenceau (1)                              |
| 24 juillet 1909   | 2 novembre 1910  | Justice                                                                             | Aristide Briand (1)                                 |
| 21 janvier 1913   | 22 mars 1913     | Justice                                                                             | Aristide Briand (3) et (4)                          |
| 22 mars 1913      | 2 décembre 1913  | Instruction publique et Beaux-Arts (en complément de sa fn de président du Conseil) | Louis Barthou                                       |
| 12 septembre 1917 | 23 octobre 1917  | Ministre d'État                                                                     | Paul Painlevé (1)                                   |
| 23 octobre 1917   | 16 novembre 1917 | Affaires étrangères                                                                 | Paul Painlevé (1)                                   |
| 16 janvier 1921   | 15 janvier 1922  | Guerre                                                                              | Aristide Briand (7)                                 |
| 15 janvier 1922   | 5 octobre 1922   | Justice                                                                             | Raymond Poincaré (2)                                |
| 23 juillet 1926   | 3 novembre 1929  | Justice                                                                             | Raymond Poincaré (4) et (5) et Aristide Briand (11) |
| 13 décembre 1930  | 27 janvier 1931  | Guerre                                                                              | Théodore Steeg                                      |
| 9 février 1934    | 9 octobre 1934   | Affaires étrangères                                                                 | Gaston Doumergue (2)                                |

### Mandats électifs
- 1888-1889 : conseiller municipal de Pau (Basses-Pyrénées)
- 1889-1922 : député des Basses-Pyrénées[2]
- 1904-1934 : conseiller général des Basses-Pyrénées (élu dans le canton d'Oloron-Est)
- 1904-1934 : président du conseil général des Basses-Pyrénées
- 1922-1934 : sénateur des Basses-Pyrénées[3]

## Travaux littéraires et historiques

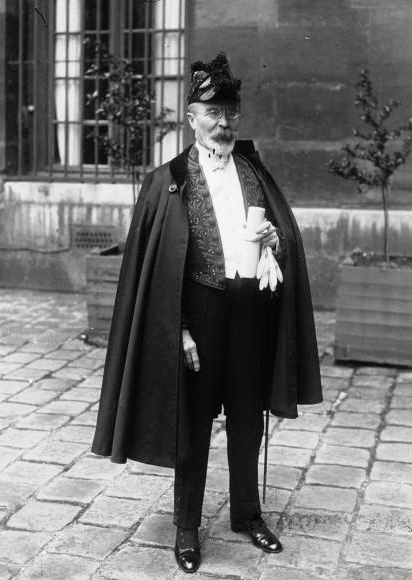
Louis Barthou en tenue d’académicien (1926).

En parallèle à son activité politique, Louis Barthou publie des ouvrages de littérature et d'histoire. Il est élu membre de l'Académie française le 2 mai 1918. Il y fait deux éloges : celui de Joseph Bédier en 1921 et celui d'Albert Besnard en 1924. Il fonde en 1921 la revue Byblis : miroir des arts du livre et de l'estampe, qu'il confie à Pierre Gusman et qui publie dix volumes jusqu’en 1931.
Les principales publications de Louis Barthou sont : 
- Notes de voyage : en Belgique et en Hollande, trois jours en Allemagne, 1888 ;
- Thiers et la loi Falloux, 1903 (texte en ligne) ;
- Mirabeau, 1913 ;
- Impressions et essais, 1913 ;
- Lamartine orateur, 1916 (texte en ligne) ;
- L'Heure du droit : France, Belgique, Serbie, 1916 ;
- Toute la France pour toute la Guerre, conférence faite à Genève le 26 juillet 1916, in « Pages actuelles 1914-1916 » no 95, Bloud et Gay, 1916 ; (texte sur Internet Archive) ;
- Sur les routes du droit, 1918 ;
- Les Amours d'un poète : documents inédits sur Victor Hugo, 1918 ;
- La Bataille du Maroc, 1919 ;
- Le Traité de paix, 1919 (texte en ligne) ;
- Le Politique, 1923 (texte en ligne) ;
- Wagner et le Recul du temps, 1924 ;
- La Vie ardente de Richard Wagner, Flammarion, 1925 ;
- Voyage à travers mes livres : autour de Lamartine, 1925 ;
- Victor Hugo, élève de Biscarrat, 1925 ;
- Le Neuf thermidor, Hachette (Récits d’autrefois), 1926 ;
- Rachel, 1926 ;
- Paroles vécues, 1928 ;
- Danton, 1932 ;
- Promenades autour de ma vie : lettres de la montagne, 1933 ;
- Leconte de Lisle et Jean Marras : documents inédits, 1933 (texte sur wikisource ;
- Lettres à un jeune Français (s. d.).

## Décoration
- Grand-croix de l'ordre de Sant'Iago de l'Épée

Le 5 octobre 1934, Louis Barthou est fait grand-croix de l'ordre de la Tour et de l'Épée (Portugal).

## Hommage
Le nom de l'homme d'État a été donné à des voies de plusieurs communes et à des établissements scolaires :
- rue Louis-Barthou à Antony, avenue Louis-Barthou à Avignon, place Louis-Barthou à Bordeaux, boulevard Louis-Barthou à Caen, rue Louis-Barthou à Clermont-Ferrand, avenue Louis-Barthou à Dammarie-les-Lys, rue Louis-Barthou à Dax, rue Louis-Barthou à Dreux, rue Louis-Barthou à Épinal, boulevard Louis-Barthou à Grasse, rue Louis-Barthou à Lamorlaye, rue Louis-Barthou à Margny-lès-Compiègne, rue Louis-Barthou à Migennes, rue Louis-Barthou à Mont-de-Marsan, boulevard Louis-Barthou à Nantes, rue Louis-Barthou à Oloron-Sainte-Marie, avenue Louis-Barthou à Paris, Rue Louis-Barthou à Pau, boulevard Louis-Barthou à Reims, avenue Louis-Barthou à Rennes, rue Louis-Barthou à Rosny-sous-Bois, rue Louis-Barthou à Saint-Georges-de-Didonne, rue Louis-Barthou à Saint-Médard-en-Jalles, place Louis-Barthou à Talence, rue Louis-Barthou à Thouars, avenue Louis-Barthou à Toulon, rue Louis-Barthou à Valence (Drôme), boulevard Louis-Barthou à Vandœuvre-lès-Nancy, rue Louis-Barthou à Vaucresson, place Louis-Barthou à Villeneuve-le-Roi ;
- lycée Louis-Barthou à Pau ; école primaire Louis-Barthou à Jurançon et à Reims.

## Pour approfondir